# Possessed (1931)
Possessed (bra: Possuída; prt: Fascinação) é um filme pre-Code estadunidense de 1931, do gênero drama, dirigido por Clarence Brown, e estrelado por Joan Crawford e Clark Gable. O roteiro de Lenore J. Coffee foi baseado na peça teatral "The Mirage" (1920), de Edgar Selwyn.
A trama retrata a história de uma operária que alcança o sucesso como amante de um advogado rico. Este foi o terceiro dos oito filmes que Crawford e Gable co-estrelaram juntos.

## Sinopse
A ambiciosa operária Marian (Joan Crawford) mora no interior da Pensilvânia e sonha em ter um estilo de vida luxuoso. Quando o trabalhador Al Manning (Wallace Ford) a pede em casamento, ela recusa pela tamanha vontade de conseguir uma vida melhor. A moça vai até a estação de trem e acaba conhecendo o milionário Wally (Richard "Skeets" Gallagher), que a convida para ir a Nova Iorque. Na chegada, ela conhece o proeminente advogado e aspirante a político Mark Whitney (Clark Gable), e então passa a ser sua amante. Três anos depois, Marian, agora uma mulher refinada e apaixonada, possui apenas uma escolha: continuar sendo a amante de Mark, ou deixá-lo para que nenhum escândalo interfira em sua vida política.

## Elenco
- Joan Crawford como Marian Martin / Sra. Moreland
- Clark Gable como Mark Whitney
- Wallace Ford como Al Manning
- Richard "Skeets" Gallagher como Wally Stuart (creditado como Skeets Gallagher)
- Frank Conroy como Horace Travers
- Marjorie White como Vernice LaVerne
- John Miljan como John Driscoll
- Clara Blandick como Mãe de Marian

Não-creditados
- Norman Ainsley como Ambrose, o mordomo de Wally
- Clarence Brown como Homem no Carrossel
- André Cheron como Sr. Lavell
- Gino Corrado como Sr. Martini
- Jean Del Val como Garçom
- Bess Flowers como Convidada na Festa
- Francis Ford como Marido Bêbado
- Fred Malatesta como Garçom na Festa
- Wilfred Noy como Bertram, o mordomo de Mark
- Joan Standing como Secretária de Whitney
- Larry Steers como Convidado na Festa
- Wilhelm von Brincken como Barão von Bergen
- Barbara Tennant como Papel Coadjuvante

## Recepção
Mordaunt Hall, em sua crítica para o The New York Times, gostou do filme e da direção de Clarence Brown, e escreveu:
"Através da direção hábil de Clarence Brown, belos cenários e um roteiro bastante bem escrito, Possessed ... é um entretenimento gratificante ... O tema familiar de uma operária de uma pequena cidade que se torna amante de um rico nova-iorquino é apresentado com novas ideias que resultam em surpresas, se não em certa medida de suspense".

### Bilheteria
De acordo com os registros da Metro-Goldwyn-Mayer, o filme arrecadou US$ 1.030.000 nacionalmente e US$ 492.000 no exterior, totalizando US$ 1.522.000 mundialmente. O retorno lucrativo da produção foi de US$ 611.000.